# 皮谢
皮谢是德国梅克伦堡-前波美拉尼亚州的一个市镇。总面积39.09平方公里，总人口667人，其中男性302人，女性365人（2011年12月31日），人口密度17人/平方公里。